# Zawady Ełckie
Zawady Ełckie (niem. Sawadden, od 1938 Auglitten) – wieś w Polsce położona w województwie warmińsko-mazurskim, w powiecie ełckim, w gminie Stare Juchy.
W latach 1975–1998 miejscowość administracyjnie należała do województwa suwalskiego.

## Nazwa
12 lutego 1948 r. ustalono urzędową polską nazwę miejscowości – Zawady Ełckie, określając drugi przypadek jako Zawad Ełckich, a przymiotnik – zawadzki.

## Historia
W 2010 r. Zawady Ełckie zajęły trzecie miejsce w konkursie „Czysta i piękna zagroda – estetyczna wieś”, który odbywał się pod patronatem Marszałka Województwa Warmińsko-Mazurskiego.